# Albergo diurno Cobianchi
I Cobianchi erano una catena di alberghi diurni realizzati, a partire dai primi decenni del Novecento, dall'imprenditore bolognese Cleopatro Cobianchi in alcune città d'Italia, rinomati per le finiture di lusso, l'igiene e l'accoglienza.
Furono progressivamente chiusi dagli anni settanta in poi, preservandosi dai vandalismi grazie alla loro ubicazione: erano spesso sotterranei, accessibili tramite scalinate vicino alle stazioni ferroviarie o a piazze del centro storico.
Recentemente, alcuni di essi – come quello di Bologna, sotto i portici di Palazzo Re Enzo – sono stati ristrutturati per poterne permettere nuovi utilizzi nel rispetto della destinazione originaria.

## Storia
L'idea degli alberghi diurni venne a Cleopatro Cobianchi (1865-1955, fratello dell'imprenditore Stanislao che creò l’Amaro Montenegro) dopo un viaggio a Londra, dove queste strutture erano già diffuse. Si trattava di strutture sotterranee dedicate alla cura delle persone. In generale erano presenti non solo i bagni pubblici ma anche barbieri, parrucchieri, lavanderie, telefoni pubblici, sale da scrittura e incontri d'affari, uffici di cambio, agenzie viaggi. Questa offerta polivalente era mirata non solo ai cittadini ma anche ai viaggiatori che, con lo sviluppo della ferrovia, erano aumentati notevolmente rispetto al passato. Molti alberghi diurni si trovavano infatti vicino alle stazioni ferroviarie.
Il design di questi alberghi era affidato ai grandi progettisti dell'epoca ed è tuttora degno di nota: può essere collocato tra stile liberty e art déco, di cui rappresenta un significativo esempio.

### Gli alberghi Cobianchi in Italia: 1911-1950
L'albergo diurno di Bologna fu il primo ad essere inaugurato: Cleopatro Cobianchi lo aprì nel 1911, al Voltone del Podestà 1/b a Palazzo Re Enzo, nello stile Art decò dell'epoca.
Nel nord Italia, a Milano accanto a piazza Duomo, sotto via Silvio Pellico nel 1924 ne fu aperto uno. Sempre a Milano, l'anno successivo fu aperto un albergo in piazza Oberdan (in corrispondenza con la fermata MM1 Porta Venezia), che fra i decoratori d’interni annoverò Piero Portaluppi.
Altri alberghi vennero inaugurati a Brescia, Verona, Padova in piazza Cavour, Parma in piazza Garibaldi e a Imola.
Anche il Centro Italia divenne terra di investimento: a Pisa il Cobianchi fu aperto sotto le Logge di Banchi.
Ad Ancona il lavoro fu affidato all'architetto Amos Luchetti Gentiloni e realizzato in Piazza Roma nel 1928. Altra struttura anche a Terni, che fu l'unico albergo, dei 16 costruiti, ceduto dal Cobianchi, nel 1922, ad Alberto Degli Esposti.
A Roma i Cobianchi erano ben tre.
Al Sud Italia alberghi furono parti a Napoli (3 stabilimenti: in piazza San Ferdinando, piazza Dante e corso Garibaldi) e Palermo, sotto le fondamenta del Teatro Biondo in via Roma.

### Declino e la chiusura: 1960-2000
Utilizzati sempre di più con il miglioramento della rete ferroviaria, oltre che dai cittadini che non avevano servizi quali le docce in casa, l'inaugurazione di nuovi alberghi terminò dopo la fine della seconda guerra mondiale, negli anni quaranta, quando la concorrenza di altri diurni era notevole.
Il proprietario – il Commendator Cobianchi – morì nel 1955; dopo di lui, negli anni sessanta, complice il mutamento del modo di spostarsi, e la velocizzazione dei trasporti che permetteva tratte lunghe senza dover operare fermate, lo stesso concetto di "albergo diurno" divenne obsoleto.
Le persone usavano, per riposarsi la notte, normali hotel. Durante il giorno, i servizi offerti (si pensi a servizi termali o alle agenzie di viaggio) venivano erogati da strutture ad hoc e non fruiti durante il viaggio; i telefoni pubblici, poi, erano diffusi ovunque. Non più rimodernati, andarono incontro a un declino che li portò alla chiusura e, dove possibile, allo smantellamento per riusarne gli spazi.
L'albergo diurno di Bologna, in attività fino al 1998, fu ceduto ad una Banca (ad oggi resta preservato un solo spazio della struttura).
A Milano, accanto a Piazza Duomo, quello sotto via Silvio Pellico chiuse per essere convertito nel 2003 in Ufficio per il Turismo (salvo essere recentemente ristrutturato). Sempre a Milano, l'albergo in Piazza Oberdan-Venezia fu attivo fino al 1996 (ad eccezione di un negozio di coiffeur che resistette fino al 2003), per poi essere recuperato quasi interamente a scopi museali; unico caso.
Degli altri alberghi, infatti, resta poco: Brescia, Verona, Padova in piazza Cavour, Parma in piazza Garibaldi, Imola.
Quelli del centro hanno subito destini alterni: il Cobianchi di Pisa, danneggiato dall’alluvione del 1966, venne chiuso per essere poi in parte recuperato nel 2000 e nel 2012.
Ad Ancona è stato trasformato in centro giovani, ma non è rimasto nulla dell'antica struttura. Stesso destino capitato a quello di Terni.
A Roma dei tre Cobianchi, resta solamente l'insegna di uno; quello ubicato all'angolo fra Via Orazio e Via Cola di Rienzo.
Al Sud Italia, gli alberghi di Napoli (piazza San Ferdinando, piazza Dante e corso Garibaldi) sono stati tutti smantellati; quello di Palermo, sotto le fondamenta del Teatro Biondo in via Roma, conserva solo gli ambienti, svuotati e inaccessibili.

### Il recupero
In definitiva, dei vari recuperi, l'unico che renda l'idea di come era il "sistema Cobianchi" è quello operante sotto piazza Oberdan chiamato dai milanesi Albergo diurno Venezia. Altri vengono aperti al pubblico solo in occasione di eventi speciali, fino a diventare ambiente di spettacoli di danza, come nel caso dell'albergo di Pisa sotto le Logge di Banchi.